# Motore V8

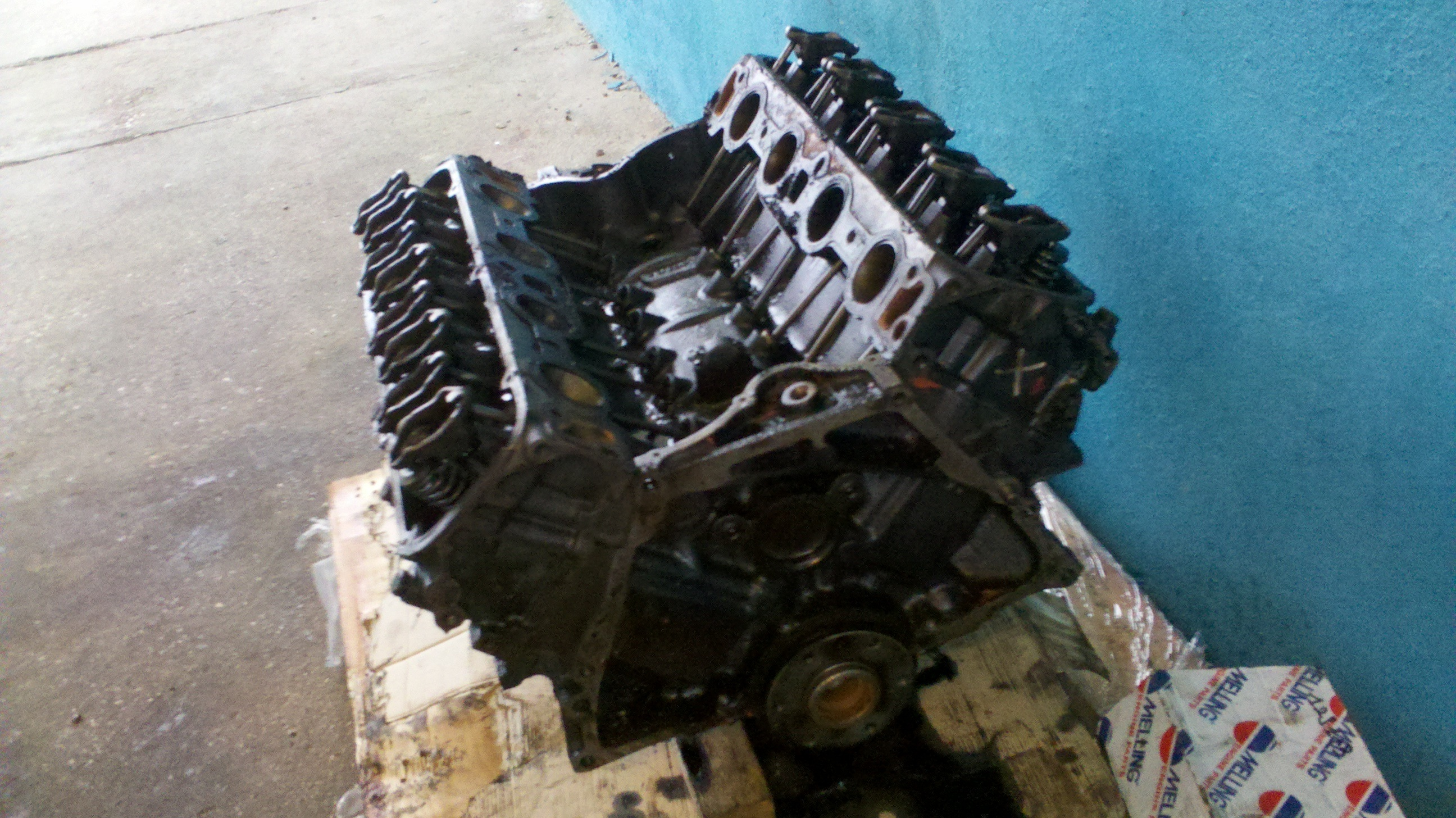
Un motore V8 (con testate) dove è ben evidente la disposizione a V degli 8 cilindri su due file

Il motore V8 è un motore endotermico alternativo dotato di 8 cilindri, disposti in bancate separate a gruppi di 4 ed aventi tra loro un angolo solitamente compreso tra i 60° e 90°. 

## Caratteristiche
Le bielle sono normalmente collegate ad un albero motore comune, e gli assi dei cilindri nelle due bancate formano tra loro un angolo variabile, solitamente minore di 90°, risultando così disposti a V. 
Il motore V8 è stato, ed è ancora, molto in uso negli Stati Uniti, considerati l'utilizzatore per antonomasia di questa tipologia di propulsore, si tratta per lo più di motori con un asse a camme centrale, disposto tra le due bancate, che comanda tramite aste piuttosto corte i bilancieri delle valvole, ottenendo un motore semplice e di costruzione economica, anche se non adatti ad ottenere alte potenze specifiche, i motori più recenti hanno invece alberi a camme in testa, 1 o 2 per bancata. 
Solitamente l'angolo adottato da questi motori è tra i 60°-90°; i propulsori di 90° forniscono un'unità meno voluminosa in lunghezza del corrispondente motore in linea, ma occupa un ingombro maggiore in larghezza; il motore disposto a 60°, invece è più corto del motore in linea, ma più stretto del motore a 90° e viene considerato una sorta di via di mezzo tra i motori a V ed i motori in linea.

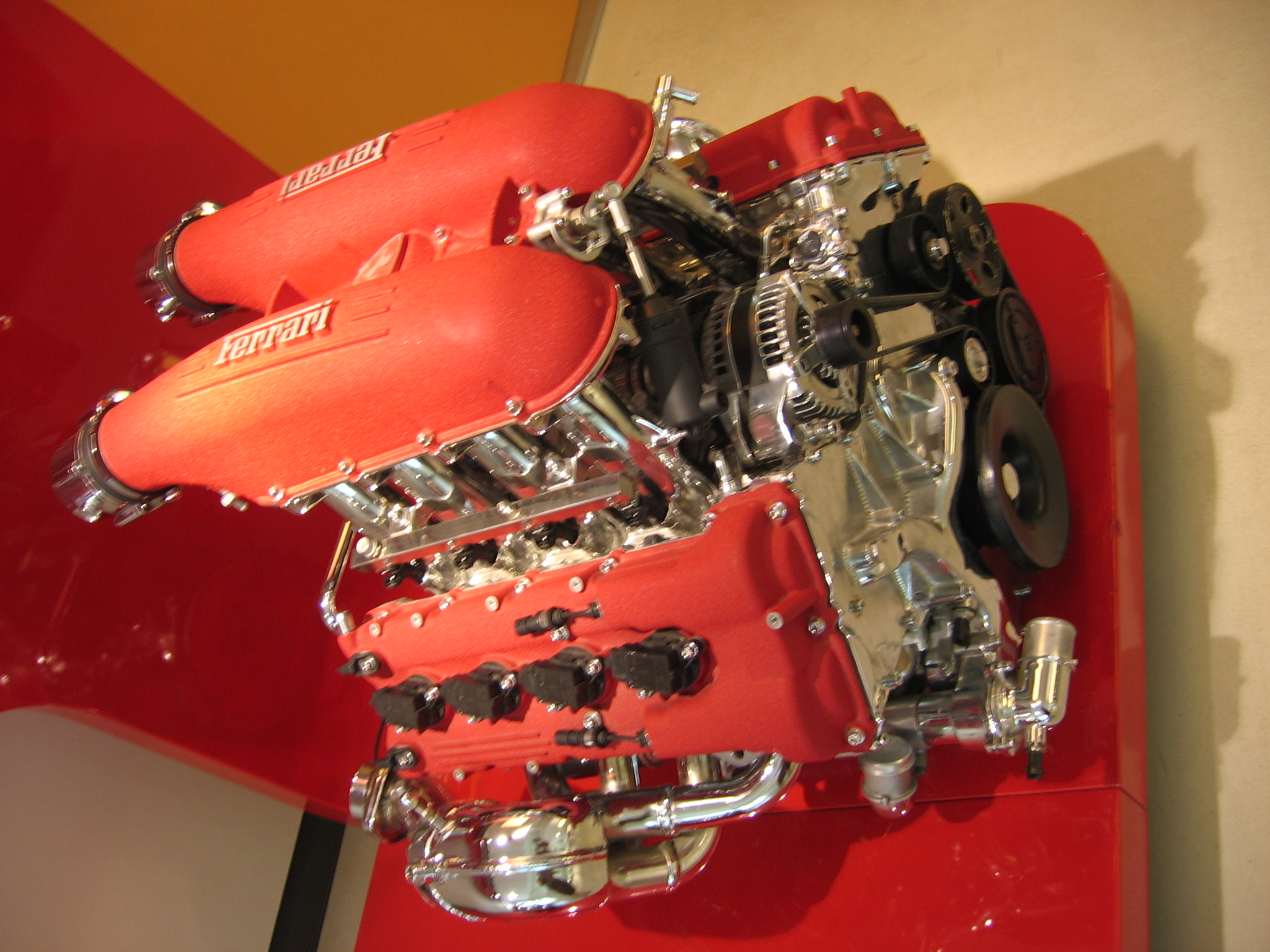
Esempio moderno di uno dei più noti unità a 8 cilindri, un motore Ferrari da 4.3 litri V8 di una Ferrari F430

I motori V8 proprio per la loro forma in genere hanno due testate, da quattro cilindri ognuna e con collettori di scarico separati.

## Varianti
Tra i vari modelli meritano giusto interesse i motori a camere emisferiche, ovvero con il cielo del pistone piatto e camera di scoppio a forma semisferica.
Questa conformazione è tuttora utilizzata perché grazie alla particolare forma della camera di scoppio si riesce ad avere una migliore efficienza dal motore. Tra i vari costruttori di questo particolare tipo di motore si ricorda l'americana Chrysler famosa per aver adottato questo modello per svariati anni e su svariati modelli di autoveicoli e motori, con la denominazione HEMI, facendone un simbolo identificativo della marca.
Nell'immaginario collettivo i motori V8 sono sinonimo di grossa cilindrata e potenza.